# Conill de Bachman
El conill de Bachman (Sylvilagus bachmani) és una espècie de conill originària de les regions occidentals costaneres de Nord-amèrica, des del riu Columbia a Oregon fins a la punta meridional de la península de la Baja California. La seva distribució s'estén a l'est fins a les vores orientals de les serralades de Sierra Nevada i de les Cascades.